# Balter

Baltiska stammar

Balter är de folkslag som hör hemma i Baltikum. Framför allt är det letter och litauer, tillsammans med mindre folkgrupper som liver och pruser.
Ordet balter är ganska nytt. Ursprungligen betecknade det tyskar i Estland och Lettland, alltså balttyskar. I och med språkvetenskapens framsteg under 1800-talet uppstod begreppen baltiska språk och baltiska folk: letter, litauer och de numera utdöda prusserna (fornpreussare).
Esterna och liverna har ett annat ursprung, som de delar med finnarna, men betraktas ibland som balter på grund av det moderna geografiska begreppet Baltikum som Estland räknas in i. I dag finns det också många ryssar i Baltikum, som ofta inte räknas som balter.
Ordet balter kan också användas i vidare bemärkelse om alla folkslag som hör hemma vid Östersjön (Mare Balticum, the Baltic Sea), alltså även till exempel svenskar, polacker och danskar.